# 国鉄タサ1200形貨車
国鉄タサ1200形貨車（こくてつタサ1200がたかしゃ）は、かつて鉄道省及び1949年（昭和24年）6月1日以降は日本国有鉄道（国鉄）に在籍した私有貨車（タンク車）である。
ここでは本形式の改造によって誕生したタラ300形、タラ350形、タ1750形、タラ420形、タム5700形、タ3200形についても記述する。

## タサ1200形
タサ1200形は濃硫酸及び発煙硫酸専用の20t積タンク車として1936年（昭和11年）4月1日から同年7月31日にかけて23両（タサ1200 - タサ1222）が大阪鉄工所、新潟鐵工所の2社で製作された。
その後12両（タサ1200 - タサ1208、タサ1215 - タサ1217）が1941年（昭和16年）8月11日から1951年（昭和26年）8月23日にかけて専用種別変更（濃硫酸→希硫酸）が行われ形式は新形式であるタラ300形（タラ300 - タラ308、タラ310 - タラ313、後述）とされた。その約13年後の1954年（昭和29年）から1955年（昭和30年）11月4日にかけて4両（タラ306、タラ301、タラ303、タラ305）の専用種別が元に戻され（希硫酸→濃硫酸）形式はタサ1200形へ復帰した。この際何故かタラ306のみは続番であるタサ1223が与えられたが他の3両は旧番号へ復帰した。以上合計24両（タサ1200 - タサ1223）がタサ1200形として落成した。
1943年（昭和18年）8月20日に4両（タサ1210 - タサ1213）の専用種別変更（濃硫酸→カセイソーダ液）が行われ形式は新形式であるタム5700形（タム5700 - タム5703、後述）とされた。
1955年（昭和30年）10月17日に1両（タサ1220）の専用種別変更（濃硫酸→カセイソーダ液）が行われ形式は新形式であるタラ420形（タラ420、後述）とされた。
本形式の他に「濃硫酸」又は「濃硫酸及び発煙硫酸」を専用種別とする貨車は、タム400形（418両）、タキ300形（483両）、タキ4000形（351両）、タキ5750形（500両）、タキ46000形（71両）等実に21形式が存在した。
落成時の所有者は、朝鮮鉱業開発、東硫化学工業、日本曹達、新潟硫酸の4社であった。
ドーム付き直円筒型のタンク体は、普通鋼（一般構造用圧延鋼材、SS41現在のSS400）製で荷役方式はタンク上部のマンホール又は積込口からの上入れ、液出管と空気管使用による上出し方式である。
車体色は黒色、寸法関係は全長は8,700mm、実容積は13.7m3、自重は12.0t、換算両数は積車3.0、空車1.0であり、走り装置は一段リンク式の三軸車である。
1970年（昭和45年）4月8日に最後まで在籍した2両（タサ1218 - タサ1219）が廃車となり、同時に形式消滅となった。

## タラ300形
タラ300形は、前述の通り1941年（昭和16年）8月11日から1951年（昭和26年）8月23日にかけてタサ1200形より12両が専用種別変更（濃硫酸→希硫酸）が行われ（タサ1200 - タサ1208、タサ1215 - タサ1217→タラ300 - タラ308、タラ310 - タラ313）誕生した希硫酸専用の18t積タンク車である。この際何故かタラ309は欠番であった。専用種別変更に伴う改造内容はタンク体内面に鉛ライニング追加、鏡板に作業口を追加である。
落成時の所有者は、日窒鉱業、旭化成工業の2社でありその常備駅は北陸本線の木ノ本駅、日豊本線の南延岡駅であった。
その約13年後の1954年（昭和29年）から1955年（昭和30年）11月4日にかけて4両（タラ306、タラ301、タラ303、タラ305）の専用種別が元に戻され（希硫酸→濃硫酸）形式はタサ1200形へ復帰した。この際何故かタラ306のみは続番であるタサ1223が与えられたが他の3両は旧番号へ復帰した。
1955年（昭和30年）4月6日にさらに1両（タラ312）が改造され形式は新形式であるタラ350形（タラ350、後述）とされた。
（昭和29年）から1955年（昭和30年）11月4日にかけて4両（タラ304、タラ301、タラ303、タラ305）の専用種別が元に戻され（希硫酸→濃硫酸）形式はタサ1200形へ復帰した。この際何故かタラ306のみは続番であるタサ1223が与えられたが他の3両は旧番号へ復帰した。
塗装は黒色、寸法関係は全長は9,400mm、実容積は11.1m3、自重は15.6t、換算両数は積車3.0、空車1.4であり、走り装置は一段リンク式の三軸車である。
1968年（昭和43年）9月30日に最後まで在籍した3両（タラ300、タラ302、タラ304）が廃車となり、同時に形式消滅となった。

## タラ350形→タ1750形
タラ350形は、前述の通り1955年（昭和30年）4月6日にタラ300形より1両（タラ312→タラ350）が改造工事を受け誕生した希硫酸専用の18t積タンク車である。タラ350形はその後増備されることなく1形式1両の少数形式であった。
落成時の所有者は、旭化成工業でありその常備駅は種車同様日豊本線の南延岡駅であった。
タラ350形として落成した約4年後の1958年（昭和33年）12月18日に再度専用種別変更（希硫酸→塩酸及びアミノ酸）が汽車製造にて行われ形式は新形式であるタ1750形（タ1750）とされた。本車は合計3回の改造工事を行ったが徐々に積載荷重が減少していった。タ1750形への改造内容はポリエチレンライニングの撤去である。
1966年（昭和41年）5月24日に廃車となり、同時に形式消滅となった。

## タム5700形
タム5700形は、前述の通り1943年（昭和18年）8月20日にタサ1200形より4両（タサ1210 - タサ1213→タム5700 - タム5703）の専用種別変更（濃硫酸→カセイソーダ液）が行われ誕生したカセイソーダ液専用の16t積タンク車である。
所有者は、日窒化学工業（その後旭化成工業へ社名変更）の1社のみでありその常備駅は、日豊本線の南延岡駅であった。
その約8年後の1951年（昭和26年）3月16日に全車4両（タム5700 - タム5703→タ3200 - タ3203）の専用種別変更（カセイソーダ液→塩酸）が再度行われ、形式は新形式であるタ3200形とされた。また同時にタム5700形は、形式消滅となった。

## タ3200形
タ3200形は、前述の通り1951年（昭和26年）3月16日にタム5700形より全車4両（タム5700 - タム5703→タ3200 - タ3203）の専用種別変更（カセイソーダ液→塩酸）が行われ誕生した塩酸専用の13t積タンク車である。
所有者は種車時代と変わらず旭化成工業（現在の旭化成）の1社のみであり、その常備駅は、日豊本線の南延岡駅であった。
その約17年後、貨物列車のスピードアップを目的とした行われた1968年（昭和43年）10月1日ダイヤ改正には対応できず1968年（昭和43年）までに全車が廃車となった。

## タラ420形
タラ420形は、前述の通り1955年（昭和30年）10月17日にタサ1200形より1両（タサ1220→タラ420）が改造工事を受け誕生したカセイソーダ液専用の17t積タンク車である。タラ420形はその後増備されることなく1形式1両の少数形式であった。
所有者は、保土谷化学工業でありその常備駅は東北本線の郡山駅であった。
塗装は黒色、寸法関係は全長は9,100mm、全高は3,293mm、軸距は2,650mm+2,650mm、実容積は11.2m3、自重は11.1t、換算両数は積車3.0、空車1.2であり、走り装置は一段リンク式の三軸車である。
1968年（昭和43年）9月30日に廃車となり、同時に形式消滅となった。